# Srbská fotbalová reprezentace do 21 let
Srbská fotbalová reprezentace do 21 let (srbskou cyrilicí Фудбалска репрезентација Србије до 21 године) je srbská mládežnická fotbalová reprezentace složená z hráčů do 21 let, která spadá pod Srbský fotbalový svaz (Фудбалски савез Србије / Fudbalski savez Srbije – ФСС/FSS). Reprezentuje Srbsko v kvalifikačních cyklech na Mistrovství Evropy hráčů do 21 let a v případě postupu i na těchto šampionátech. 

Fotbalisté musí být mladší 21. roku na začátku kvalifikace, to znamená, že na evropském šampionátu poté mohou startovat i poněkud starší.
Předchůdkyní byla do roku 2006 fotbalová reprezentace Srbska a Černé Hory do 21 let, která ještě hrála na Mistrovství Evropy U21 v roce 2006.
Srbská jedenadvacítka se ve své historii jedenkrát představila ve finále závěrečného turnaje Mistrovství Evropy hráčů do 21 let:
- v roce 2007 podlehla ve finále Nizozemsku 1:4.[3][4]

## Účast na závěrečném turnaji ME U21
Zdroj:
| Rok    | Kolo               | Umístění     | Záp. | V | R | P  | VG | OG |
| ------ | ------------------ | ------------ | ---- | - | - | -- | -- | -- |
| 2007   | finále             | 2. místo     | 5    | 3 | 0 | 2  | 5  | 6  |
| 2009   | základní skupina   | 6. místo     | 3    | 0 | 2 | 1  | 1  | 3  |
| 2011   | nekvalifikovala se | –            | –    | – | – | –  | –  | –  |
| 2013   | nekvalifikovala se | –            | –    | – | – | –  | –  | –  |
| 2015   | základní skupina   | 8. místo     | 3    | 0 | 1 | 2  | 1  | 7  |
| 2017   | základní skupina   | 10. místo    | 3    | 0 | 1 | 2  | 2  | 5  |
| 2019   | základní skupina   | 12. místo    | 3    | 0 | 0 | 3  | 1  | 10 |
| 2021   | nekvalifikovala se | –            | –    | – | – | –  | –  | –  |
| 2023   | nekvalifikovala se | –            | –    | – | – | –  | –  | –  |
| 2025   | proběhne           |              |      |   |   |    |    |    |
| Celkem | 5 účasti z 9       | 1 × 2. místo | 17   | 3 | 4 | 10 | 8  | 31 |

Legenda:

Záp: odehrané zápasy, V: výhry, R: remízy, P: prohry, VG: vstřelené góly, OG: obdržené góly, červený rámeček znamená automatickou kvalifikaci (jakožto pořadatel)